# Тріумфальна арка (Москва)
Тріумфальна арка (Московські Тріумфальні ворота) — споруджена в 1829—1834 роках у Москві за проєктом архітектора О. І. Бове на честь перемоги російського народу у Франко-російській війні 1812 року. Нині розташовані на площі Перемоги (Кутузовський проспект) в районі Поклонної гори. Найближча станція метро — «Парк Перемоги».

## Історія створення

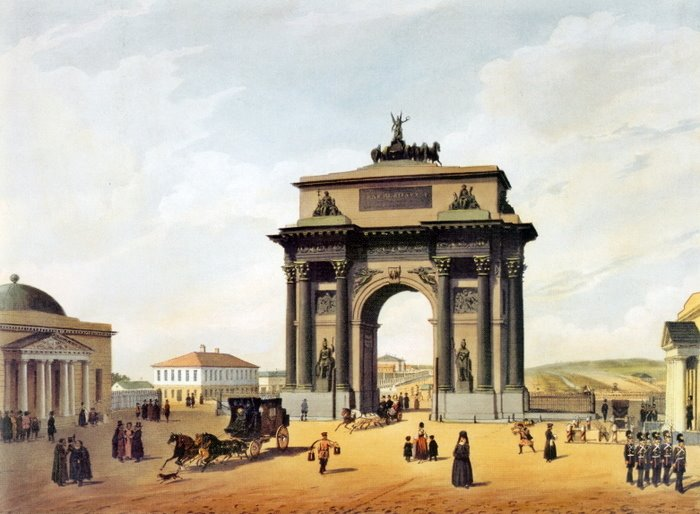
Тверська Застава і Тріумфальні ворота в 1848 році. Малюнок Ф. Бенуа

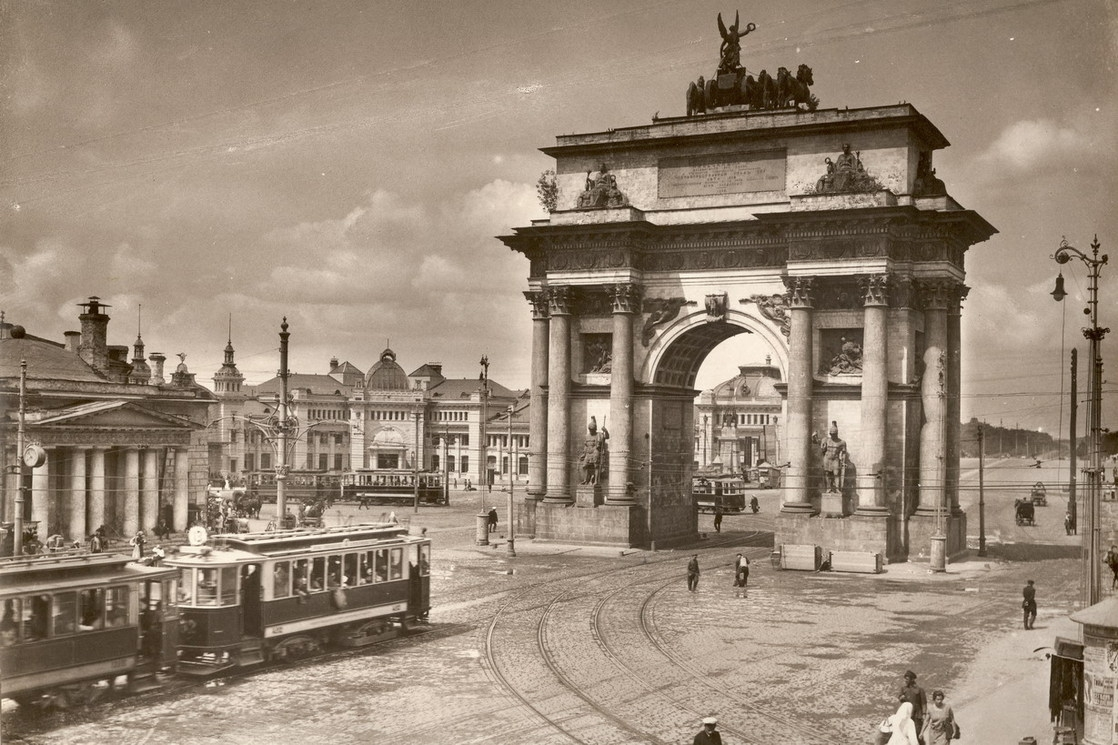
Тверська Застава і Тріумфальні ворота в 1920-ті. На задньому плані — Білоруський вокзал

Спочатку арка була встановлена на площі Тверської застави на місці дерев'яної арки, спорудженої в 1814 році для урочистої зустрічі російських військ, які поверталися з Парижу після перемоги над французьким військами. Скульптурний декор арки виконаний скульпторами І. П. Віталі та Іваном Тимофєєвим, які працювали за малюнками Осипа Бове. Ворота прикрашають російські витязі — алегоричні зображення Перемоги, Слави і Хоробрості. Стіни арки були облицьовані білим каменем з підмосковного села Татарова, колони і скульптура відливалися з чавуну. Вінчає арку скульптурне зображення колісниці, запряженої шістьма кіньми («сеюги», «сестиги»).

## Демонтаж і відтворення
У 1936 році, згідно з концепцією Генплану 1935 року, під керівництвом А. В. Щусєва був розроблений проект реконструкції площі. Арка була розібрана, частина скульптур була передана в Музей архітектури на території колишнього Донського монастиря. Після закінчення реконструкції площі планувалося відновити арку на площі Білоруського вокзалу, але зроблено цього не було. У 1966—1968 роках Тріумфальна арка була відтворена на новому місці — на Кутузовському проспекті поруч з музеєм-панорамою «Бородинська битва». Цегляні перекриття арки були замінені на залізобетонні конструкції. Робота з лиття металу була проведена на Митищинському заводі з більше 150 моделей; по деталях єдиної колони, що збереглася, на заводі «Станколит» відлили 12 чавунних колон (висота — 12 метрів, вага — 16 тонн).